# 科羅薩區
5°50′S 77°45′W / 5.833°S 77.750°W
科羅薩區（西班牙語：Distrito de Corosha），是秘魯的一個區，位於該國北部亞馬遜大區的邦加拉省，始建於1946年7月20日，面積45.7平方公里，海拔高度2,180米，2005年人口680，人口密度每平方公里15人。